# Каррера Андраде, Хорхе
Хо́рхе Карре́ра Андра́де (исп. Jorge Carrera Andrade, 28 сентября 1903 (по другим источникам 14 сентября 1902), Кито — 7 ноября 1978, там же) — эквадорский поэт, дипломат.

## Биография
Учился в Испании и Франции. В 1927—1928 годах возглавлял Социалистическую партию Эквадора, был одним из её основателей. В 1928—1933 годах путешествовал по Европе, служил консулом в Перу, Франции, Японии, США. Позже работал послом в Венесуэле, Великобритании, Никарагуа, Франции, Бельгии, Нидерландах. Был министром иностранных дел Эквадора (1966—1967).

## Творчество
В 1922 году в Кито опубликовал первый свой сборник стихов «Неизреченный пруд». В 1930—1960-х годах вышел ещё ряд художественных произведений, в том числе проза — «La Tierra Siempre Verde» (1955), «Viaje por países y libros» (1964). В 1952—1959 годах был редактором журнала «Курьер ЮНЕСКО» (испанская редакция: «Correo de la UNESCO»). В 1972 году вышла «Obra poetica completa», содержащая собрание его произведений. Публиковал также эссе, книги по истории Эквадора («Галерея мистиков и повстанцев» (1959), «Сказочное государство Кито» (1963)), автобиографию, путевые очерки.
20 октября 1977 году получил премию «Eugenio Espejo» от правительства Эквадора за значительный вклад в литературу.